# IC 1672
IC 1672 — галактика типу Sb (компактна витягнута галактика) у сузір'ї Риби.
Цей об'єкт міститься в оригінальній редакції індексного каталогу.